# Дунама IX
Дунама IX Лефіамі (*д/н —1817/1819) — 37-й маї (володар) і султан Борну в 1808—1811 і 1814—1817/1819 роках.

## Життєпис
Походив з Другої династії Сейфуа. Син маї Ахмада I. У 1808 ррці після зречення батька успадкував трон. Втім вимушений був тікати зі столиці Нгазаргаму під тиском військ фульбе на чолі із Усманом дан Фодіо.
Знайшов прихисток в області Канем, де мусульманський проповідник Мухаммад аль-Амін аль-Канемі зібрав потужне військо, з яким 1809 року відвоював столицю. Втім 1810 року Дунама IX стикнувся з фульбським військовиком Малам Закім — засновником емірату Кататум. Останній завдав нової поразки Борну, в результаті чого маї знову вимушений був тікати до Канему. Столицю Нгазаргаму було повністю сплюндровано.
Водночас змінив декілька резиденцій: в місті Фатоґана (злиття річок Йобе і Комадугу, притоків Нігеру), потім західніше Асегга і Мунгоно, Берберува в Канемі і зрештою Нгорну біля озера Чад.
1811 року знать Борну повалила Дунаму IX, поставивши на трон його стрийка Мухаммада VIII. 1813 року за підтримки аль-Канемі колишній маї повстав проти Мухамада VIII, якого 1814 року було повалено. Втім фактична влада зосередилася в аль-Канемі, що прийняв титул шеху (шейха) та переніс столицю Борну до своєї резиденції — Кукава на березі озера Чад. В цей час остаточно відпали племена білала і котоко.
У 1817 році Дунама IX повстав проти аль-Канемі, але зазнав поразки й загинув біля міста Нгала за різними відомостями того ж року або 1818 чи 1819 року. Новим маї було поставлено брата попередника Ібрагіма IV.